# Syrian Basketball League
Il Campionato di pallacanestro della Siria, conosciuto anche con il nome di Syrian Basketball League, è la massima divisione professionistica di pallacanestro della Siria. Il torneo, organizzato dalla Federazione cestistica della Siria, è posto sotto l'egida della FIBA Asia. La competizione si tiene con cadenza annuale, da ottobre a maggio, e vede la partecipazione di 8 squadre, almeno per la stagione 2023-2024.

## Storia
La prima edizione del campionato di basket siriano si giocò nella stagione 1956-1957 e venne vinta dalla squadra del Jalaa Aleppo, la squadra impose subito il suo dominio sulla lega aggiudicandosi, dopo quel primo titolo,  tutte le prime ventitré edizioni del campionato fino alla stagione 1978-1979. La stagione successiva il dominio della squadra di Aleppo venne interrotto dall'altra principale squadra della stessa città, l'Al Ittihad Aleppo che, dopo essersi aggiudicato il loro primo titolo nell'annata 1979-1980, vincerà tutti i titoli nazionali fino alla stagione 1993-1994. 
Dalla metà degli anni novanta in poi si imporranno sulla scena nazionale le due squadre di Damasco dell'Al Wahda Damasco e dell'Al-Jaish Damasco, che vinceranno dalla stagione 1994-1995 in poi 17 edizioni del campionato nazionale, 10 per l'Al-Wahda e 7 per l'Al-Jaish. Il dominio delle squadre delle due principali città della nazione, nella stagione 2020-2021, il titolo andò per la prima volta da una squadra della città di Homs, grazie alla vittoria dell'Al-Karamah.

## Formato
La SBL(Syrian Basketball League) si gioca secondo le regole internazionali della FIBA. Dalla stagione 2020-21 la SBL ha introdotto un nuovo formato, con la stagione divisa in due fasi: la stagione regolare ed i play-off.
Nella stagione regolare, tutte le squadre si affrontano prima in casa e poi in trasferta contro le altre avversarie. In base all'ordine della classifica della stagione regolare, le prime quattro squadre classificate ottengono l'accesso per i playoff. Nelle semifinali le squadre si affrontano in delle serie al meglio delle 3 gare, con la prima classificata, in stagione regolae, accoppiata con la quarta e la seconda in classifica accoppiata con la terza classificata..
Le due squadre che escono vincitrici dalle semifinali si affrontano in una serie di cinque partite, in cui chi riesce ad ottenere tre vittorie ottiene il titolo di Campione di Siria.
Al termine della stagione regolare le ultime due classificate vengono retrocesse nella Syrian Division II per la stagione successiva.

## Squadre attuali
Squadre per la stagione 2023-2024:
| Squadra           | Città   | Stadio                     |
| ----------------- | ------- | -------------------------- |
| Jalaa Aleppo      | Aleppo  | Al-Assad Sports Arena      |
| Al Ittihad Aleppo | Aleppo  | Al-Hamadaniah Sports Arena |
| Al-Hurriya        | Aleppo  | Al-Assad Sports Arena      |
| Al-Jaish Damasco  | Damasco | Al-Fayhaa Arena            |
| Al Wahda Damasco  | Damasco | Al-Fayhaa Arena            |
| Al-Karamah        | Homs    | Ghazwan Abu Zaid Arena     |
| Al-Wathba         | Homs    | Ghazwan Abu Zaid Arena     |
| Al-Nawair Hama    | Hama    | Naseh al-Wani Arena        |

## Albo d'Oro
- 1956-57:  Jalaa Aleppo
- 1957-58:  Jalaa Aleppo
- 1958-59:  Jalaa Aleppo
- 1959-60:  Jalaa Aleppo
- 1960-61:  Jalaa Aleppo
- 1961-62:  Jalaa Aleppo
- 1962-63:  Jalaa Aleppo
- 1963-64:  Jalaa Aleppo
- 1964-65:  Jalaa Aleppo
- 1965-66:  Jalaa Aleppo
- 1966-67:  Jalaa Aleppo
- 1967-68:  Jalaa Aleppo
- 1968-69:  Jalaa Aleppo
- 1969-70:  Jalaa Aleppo
- 1970-71:  Jalaa Aleppo
- 1971-72:  Jalaa Aleppo
- 1972-73:  Jalaa Aleppo
- 1973-74:  Jalaa Aleppo
- 1974-75:  Jalaa Aleppo
- 1975-76:  Jalaa Aleppo
- 1976-77:  Jalaa Aleppo
- 1977-78:  Jalaa Aleppo
- 1978-79:  Jalaa Aleppo
- 1979-80:  Al Ittihad Aleppo
- 1980-81:  Al Ittihad Aleppo
- 1981-82:  Al Ittihad Aleppo
- 1982-83:  Al Ittihad Aleppo
- 1983-84:  Al Ittihad Aleppo
- 1984-85:  Al Ittihad Aleppo
- 1985-86:  Al Ittihad Aleppo
- 1986-87:  Al Ittihad Aleppo
- 1987-88:  Al Ittihad Aleppo
- 1988-89:  Al Ittihad Aleppo
- 1989-90:  Al Ittihad Aleppo
- 1990-91:  Al Ittihad Aleppo
- 1991-92:  Al Ittihad Aleppo
- 1992-93:  Al Ittihad Aleppo
- 1993-94:  Al Wahda Damasco
- 1994-95:  Al Ittihad Aleppo
- 1995-96:  Al Ittihad Aleppo
- 1996–97:  Al Wahda Damasco
- 1997-98:  Al Wahda Damasco
- 1998-99:  Al Wahda Damasco
- 1999-00:  Al Ittihad Aleppo
- 2000-01:  Al Wahda Damasco
- 2001-02:  Al Wahda Damasco
- 2002-03:  Al Wahda Damasco
- 2003-04:  Al-Jaish Damasco
- 2004-05:  Al-Jaish Damasco
- 2005-06:  Al Ittihad Aleppo
- 2006-07:  Jalaa Aleppo
- 2007-08:  Jalaa Aleppo
- 2008-09:  Jalaa Aleppo
- 2009-10:  Al-Jaish Damasco
- 2010-11:  Jalaa Aleppo
- 2011-12:  Jalaa Aleppo
- 2012-13: non disputato[8]
- 2013-14:  Al Wahda Damasco
- 2014-15:  Al Wahda Damasco
- 2015-16:  Al-Jaish Damasco
- 2016-17:  Al-Jaish Damasco
- 2017-18:  Al-Jaish Damasco
- 2018-19:  Al-Jaish Damasco
- 2019-20: non completato[9]
- 2020-21:  Al-Karamah
- 2021-22:  Al Ittihad Aleppo
- 2022-23:  Al Wahda Damasco
- 2023-24:  Al Wahda Damasco

## Titoli per squadra
| Club              | Vittorie | Anni vittorie |
| ----------------- | -------- | --- |
| Jalaa Aleppo      | 28       | 1957, 1958, 1959, 1960, 1961, 1962, 1963, 1964, 1965, 1966, 1967, 1968, 1969, 1970, 1971, 1972, 1973, 1974, 1975, 1976, 1977, 1978, 1979, 2007, 2008, 2009, 2011, 2012 |
| Al Ittihad Aleppo | 18       | 1980, 1981, 1982, 1983, 1984, 1985, 1986, 1987, 1988, 1989, 1990, 1991, 1992, 1993, 1996, 2000, 2006, 2022                                                             |
| Al Wahda Damasco  | 11       | 1994, 1997, 1998, 1999, 2001, 2002, 2003, 2014, 2015, 2023, 2024 |
| Al-Jaish Damasco  | 7        | 2004, 2005, 2010, 2016, 2017, 2018, 2019 |
| Al-Karamah        | 1        | 2021 |